# Strada Statale 354 di Lignano
| Basisdaten der SS 354 di Lignano | Basisdaten der SS 354 di Lignano | Basisdaten der SS 354 di Lignano |
| -------------------------------- | -------------------------------- | -------------------------------- |
| Gesamtlänge                      | Gesamtlänge                      | 14,0 km                          |
| Regionen                         | Regionen                         | Friaul Julisch-Venetien          |
| Beginn                           | Beginn                           | Latisana                         |
| Ende                             | Ende                             | Lignano Sabbiadoro               |
| Baujahre                         | Baujahre                         | 1951 fertiggestellt              |

Die SS 354 war eine 14 km lange Strada Statale (Staatsstraße), die von Latisana bis zum Badeort Lignano führte. Die Staatsstraße wurde 1973 zur Strada Regionale 354 di Lignano herabgestuft. Als Verbindung des Ortes Lignano mit dem italienischen Autobahnnetz (A4) erfüllt die Straße nach wie vor eine wichtige Funktion.
Lignano ist erst seit der Errichtung der SS 354 in den 1920er Jahren auf dem Landweg erreichbar. Die Straße wurde Anfang der 1950er Jahre mit einer Asphaltdecke versehen und gleicht heute einer Schnellstraße, da sie inzwischen vierspurig ausgebaut ist. Im Sommer kommt es dennoch immer wieder zu Staus wegen des hohen Verkehrsaufkommens der Badeorte Lignano und Bibione. 

## Heutiger Streckenverlauf
Die Strada Regionale 354, als Nachfolgerin der ehemaligen SS 354, beginnt heute in Latisana, wo sie von der A 4 abzweigt und dann gerade Richtung Lignano führt. Die einzigen Orte an der Strecke sind Pertegada und Gorgo, Ortsteile von Latisana. Die Straße kreuzt oft Seitenstraßen, weshalb es viele Ampeln gibt. Nach dem Abzweig einer Straße nach Bibione führt die Straße am Hafen in der Lagune von Marano vorbei, bevor sie beim Ortseingang zu Lignano eine Brücke überquert.